# María Florencia Moreno
María Florencia Moreno (* 30. Dezember 1990 in Cañuelas) ist eine argentinische Rollstuhltennisspielerin.

## Karriere
María Florencia Moreno spielt seit 2014 auf der ITF-Tour, sie konnte zahlreiche Turniere niedrigerer Kategorie im Einzel oder Doppel gewinnen. Moreno trat mehrfach bei Grand-Slam-Turnieren an, ihr größter Erfolg war der Einzug in das Doppelfinale der French Open 2023 an der Seite von Diede de Groot.
Seit 2017 trat María Florencia Moreno mehrfach beim World Team Cup für Argentinien an.
Sie nahm zweimal an Parapanamerikanischen Spielen teil. 2019 in Lima verlor sie im Viertelfinale gegen die US-Amerikanerin Emmy Kaiser, 2023 in Santiago de Chile verpasste sie nur knapp eine Medaille: Im Halbfinale unterlag sie der späteren Goldmedaillengewinnerin Dana Mathewson, das anschließende Spiel um Bronze verlor sie in drei Sätzen gegen Macarena Cabrillana aus Chile.
Ebenfalls auf zwei Teilnahmen kommt María Florencia Moreno bei Paralympischen Spielen: 2021 in Tokio traf die in der ersten Runde auf die spätere Silbermedaillengewinnerin Yui Kamiji, der sie klar in zwei Sätzen unterlag. Bei den Spielen 2024 in Paris verlor sie ihr Auftaktmatch ebenso deutlich gegen Saki Takamuro.

## Leistungsbilanz bei den Grand-Slam-Turnieren

### Einzel
| Turnier         | 2023 | 2024 | Karriere |
| --------------- | ---- | ---- | -------- |
| Australian Open | 1    | 1    | 1        |
| French Open     | 1    | –    | 1        |
| Wimbledon       | –    | 1    | 1        |
| US Open         | 1    |      | 1        |

### Doppel
| Turnier         | 2023 | 2024 | Karriere |
| --------------- | ---- | ---- | -------- |
| Australian Open | VF   | VF   | VF       |
| French Open     | F    | –    | F        |
| Wimbledon       | –    | VF   | VF       |
| US Open         | HF   |      | HF       |

Zeichenerklärung: S = Turniersieg; F, HF, VF, AF = Einzug ins Finale / Halbfinale / Viertelfinale / Achtelfinale; 1, 2, 3 = Ausscheiden in der 1. / 2. / 3. Hauptrunde; nicht ausgetragen